# Delfim de França
Delfim de França (em francês: Le Dauphin de France) é um título de nobreza de grande relevância dentro da história monárquica francesa, tendo sido historicamente concedido ao filho mais velho do monarca francês e herdeiro aparente da Coroa francesa de meados do século XIV até o século XIX. 
A tradição remonta ao século XIV, quando Humberto II, Senhor do Viennois vendeu as suas terras ao Rei Filipe VI na condição de que seu herdeiro fosse designado por "Delfim", em honra do seu brasão de armas que ostentava um golfinho (dauphin, em francês). 
O primeiro príncipe francês que ostentou esta designação foi Carlos de Valois, filho do Rei João II, a partir de 1350. O título manteve-se em uso durante as dinastias de Valois e Bourbon por mais de quatro séculos ininterruptos. Luís Antônio, filho de Carlos X, foi o último nobre francês a ostentar o título de Delfim enquanto seu próprio pai foi o último monarca francês da Casa de Bourbon. 

## História

### Título de Conde de Viena (1133-1349)
Os Condes de Viennois e de Albon, senhores do Condado de Viennois, foram os primeiros a ostentar o título de Delfim de Viennois.
Este título vem do fato de que muitos condes vienenses tiveram Dauphin como seu nome do meio, um equivalente masculino bastante incomum do primeiro nome feminino Delphine (ou Dauphine), desde Guigues IV, Conde de Albon e Viennois de 1133 a 1142. Uma das hipóteses é que esse primeiro nome "golfinho" (Delphinus em latim), que alude ao animal marinho homônimo, lembraria as fortes ligações do condado com a região da Provença e a cultura greco-latina do mundo mediterrâneo. Refere-se a uma lenda específica do Reino de Arles em virtude da qual todos os cavaleiros são denominados "Delfim". Outros historiadores supõem que a esposa de Guigues III, Matilda, seria a viúva de um rei dos romano-germânicos (talvez Conrado da Francônia).

### Títulos dos herdeiros reais
O primeiro príncipe francês chamado le Dauphin foi Carlos, o Sábio, mais tarde ascendendo ao trono como Carlos V de França. O título era aproximadamente equivalente ao de Príncipe de Gales (na Inglaterra), Duque de Rothesay (na Escócia), Príncipe do Brasil (em Portugal) e Príncipe das Astúrias (que vigora até os dias atuais na Espanha). Até 1641, o estilo oficial de um delfim de França era: "pela graça de Deus, delfim de Viennois, conde de Valentinois e Diois". Um delfim de França combinava o brasão de armas do delfim, que ostentava simbolicamente dois golfinhos, com as flores-de-lis francesas e poderia acumular ainda outros símbolos heráldicos. Por exemplo, Francisco de Valois, filho de Francisco I, detinha o título de Duque da Bretanha e uniu as armas daquela província com as armas reservadas a um delfim; Francisco II, enquanto delfim, também foi rei consorte da Escócia por via de seu casamento com Maria I, e acrescentou as armas do Reino da Escócia às suas pessoais como delfim.
Originalmente, o Delfim era pessoalmente responsável pelos domínios do Delfinado, região histórica que integrava o território do Sacro Império Romano e que jamais foi anexado formalmente pela França diante da oposição ferrenha do Imperador Romano Germânico. Por conta disso, o Delfinado foi regido por movimentos anárquicos ao longo dos séculos XIV e XV. 

## Delfins de França 1349-1830
| Nome                                                          | Imagem                           | Nascimento                             | Casamento                                                | Morte                   |
| ------------------------------------------------------------- | -------------------------------- | -------------------------------------- | -------------------------------------------------------- | ----------------------- |
| Carlos 22 de agosto de 1350 – 8 de abril de 1364              | Carlos, Delfim de França         | 21 de janeiro de 1338 filho de João II | Joana de Bourbon 8 de abril de 1350 4 filhos             | 16 de setembro de 1380  |
| Carlos 3 de dezembro de 1368 – 16 de setembro de 1380         | Carlos, Delfim de França         | 3 de dezembro de 1368                  | Isabel da Baviera 17 de julho de 1385 12 filhos          | 21 de outubro de 1422   |
| Luís 13 de janeiro de 1401 – 18 de dezembro de 1415           | Luís, Delfim de França           | 22 de janeiro de 1397                  | Margarida de Borgonha 5 de maio de 1403 Sem filhos       | 18 de dezembro de 1415  |
| João 18 de dezembro de 1415 – 5 de abril de 1417              | João, Delfim de França           | 31 de agosto de 1398                   | Jaqueline de Hainaut 6 de agosto de 1415 Sem filhos      | 5 de abril de 1417      |
| Carlos 5 de abril de 1417 – 21 de outubro de 1422             | Carlos, Delfim de França         | 22 de fevereiro de 1403                | Maria de Anjou 18 de dezembro de 1422 13 filhos          | 22 de julho de 1461     |
| Luís 3 de julho de 1423 – 22 de julho de 1461                 | Luís, Delfim de França           | 3 de julho de 1423                     | Carlota de Saboia 14 de fevereiro de 1457 7 filhos       | 6 de setembro de 1483   |
| Carlos 30 de junho de 1470 – 30 de agosto de 1483             | Carlos, Delfim de França         | 30 de junho de 1470                    | Ana da Bretanha 6 de dezembro de 1491 7 filhos           | 7 de abril de 1498      |
| Carlos Orlando 11 de outubro de 1492 – 16 de dezembro de 1495 | Carlos Orlando, Delfim de França | 11 de outubro de 1492                  | Não se casou.                                            | 16 de dezembro de 1495  |
| Francisco 28 de fevereiro de 1518 – 10 de agosto de 1536      | Francisco, Delfim de França      | 28 de fevereiro de 1518                | Não se casou.                                            | 10 de agosto de 1536    |
| Henrique 10 de agosto de 1536 – 31 de março de 1547           | Henrique, Delfim de França       | 31 de março de 1519                    | Catarina de Médici 28 de outubro de 1533 10 filhos       | 10 de julho de 1559     |
| Francisco 31 de março de 1547 – 10 de julho de 1559           | Francisco, Delfim de França      | 19 de janeiro de 1544                  | Não se casou.                                            | 5 de dezembro de 1560   |
| Luís 27 de setembro de 1601 – 14 de maio de 1610              | Luís, Delfim de França           | 27 de setembro de 1601                 | Ana da Áustria 21 de novembro de 1615 2 filhos           | 14 de maio de 1643      |
| Luís Deodato 5 de setembro de 1638 – 14 de maio de 1643       | Luís Deodato, Delfim de França   | 5 de setembro de 1638                  | Maria Teresa da Espanha 9 de junho de 1660 6 filhos      | 1 de setembro de 1715   |
| Luís 1 de novembro de 1661 – 14 de abril de 1711              | Luís, Grande Delfim de França    | 1 de novembro de 1661                  | Maria Ana Vitória de Baviera 7 de março de 1680 3 filhos | 14 de abril de 1711     |
| Luís 14 de abril de 1711 – 18 de fevereiro de 1712            | Luís, Delfim de França           | 16 de agosto de 1682                   | Maria Adelaide de Saboia 7 de dezembro de 1697 3 filhos  | 18 de fevereiro de 1712 |
| Luís 18 de fevereiro de 1712 – 8 de março de 1712             | Luís, Delfim de França           | 8 de janeiro de 1707                   | Não se casou.                                            | 8 de março de 1712      |
| Luís 8 de março de 1712 – 1 de setembro de 1715               | Luís, Delfim de França           | 15 de fevereiro de 1710                | Maria Leszczyńska 15 de agosto de 1725 10 filhos         | 10 de maio de 1774      |
| Luís Fernando 4 de setembro de 1729 – 20 de dezembro de 1765  | Luís Fernando, Delfim de França  | 4 de setembro de 1729                  | Maria Josefa da Saxônia 10 de janeiro de 1747 13 filhos  |                         |
| Luís Augusto 20 de dezembro de 1765 – 10 de maio de 1774      | Luís Augusto, Delfim de França   | 23 de agosto de 1754                   | Maria Antonieta da Áustria 16 de maio de 1770 4 filhos   | 21 de janeiro de 1793   |
| Luís José 22 de outubro de 1781 – 4 de junho de 1789          | Luís José, Delfim da França      | 22 de outubro de 1781                  | Não se casou.                                            | 4 de junho de 1789      |
| Luís Carlos 27 de março de 1785 – 8 de junho de 1795          | Luís Carlos, Delfim de França    | 27 de março de 1785                    | Não se casou.                                            | 8 de junho de 1795      |
| Luís Antônio 16 de setembro de 1824 – 2 de agosto de 1830     | Luís Antônio, Delfim de França   | 6 de agosto de 1775                    | Maria Teresa Carlota 10 de junho de 1799 Sem filhos      | 3 de junho de 1844      |